# Qwirila
Die Qwirila (georgisch ყვირილა; ossetisch Квирила, Kwirila) ist ein linker Nebenfluss des Rioni in Georgien.
Die Qwirila entspringt im Ratscha-Gebirge an der Südflanke des Großen Kauskasus im äußersten Nordwesten der Region Innerkartlien. Das Quellgebiet des Flusses liegt in Südossetien. Die Qwirila fließt anfangs nach Süden und später nach Westen. Dabei überquert sie die Grenze zur Region Imeretien. Sie passiert die Kleinstädte Satschchere und Tschiatura und wendet sich allmählich nach Südwesten. Bis zur Einmündung der Dsirula von links nahe Schorapani fließt die Qwirila in einer engen Schlucht.  Danach ändert sie ihren Kurs, fließt in einem breiten Tal in westnordwestlicher Richtung und passiert die Stadt Sestaponi. Kurz vor Kutaissi biegt sie nach Südwesten ab und mündet in den vom Rioni durchflossenen Warziche-Stausee.
Die Qwirila hat eine Länge von 140 km (nach anderen Angaben 152 km). Sie entwässert ein Areal von 3630 km². Der Fluss wird hauptsächlich von Niederschlägen gespeist. 
Am Pegel Sestafoni, 42 km oberhalb der Mündung, beträgt der mittlere Abfluss 61 m³/s. An der Mündung beträgt dieser ungefähr 90 m³/s.
In der Vergangenheit wurde auf der Qwirila Flößerei betrieben.
Im Einzugsgebiet der Qwirila bei Tschiatura befinden sich Lagerstätten von Manganerz.